# De Wedstrijden
De Wedstrijden was een voetbalprogramma dat sinds 13 augustus 2005 de samenvattingen van de wekelijkse competitieduels die gespeeld werden in Eredivisie uitzond, en vanaf 2006 ook de Eerste Divisie uitzond. Het programma werd beurtelings door Humberto Tan, Wilfred Genee en Jan Joost van Gangelen gepresenteerd en werd uitgezonden op de zender Tien (voorheen Talpa) van John de Mol. Hiermee namen zij het stokje over van Studio Sport.
Het programma was omstreden onder de voetballiefhebbers. Waar Studio Sport destijds met de belangrijkste wedstrijden van een speeldag begon, zaten die in De Wedstrijden vaak aan het eind, opdat de kijker gedwongen werd de reclameblokken ook te bekijken. Ook deze reclameblokken schoten bij veel mensen in het verkeerde keelgat omdat deze storend werden gevonden tijdens het kijken naar het voetbal. Mensen waren dit niet gewend, aangezien er bij Studio Sport geen reclame tussen de wedstrijden door werd uitgezonden. Veel kijkers haakten hierdoor af, waardoor  het voetbal veel minder kijkers trok dan bij de publieke omroep.
Vanaf het najaar van 2007 werd de zender Tien opgeheven en de zondageditie van De Wedstrijden verhuisde naar RTL 4.
Ook de zaterdag editie ging naar RTL 4 en de overige versies gingen naar RTL 7. De naam van dit nieuwe voetbalprogramma was RTL Voetbal.